# カゾーリア
カゾーリア（イタリア語: Casoria）は、イタリア共和国カンパニア州ナポリ県にある、人口約7万7000人の基礎自治体（コムーネ）。

## 地理

### 位置・広がり
ナポリ中心部から北北東へ7kmの距離にある。

#### 隣接コムーネ
隣接するコムーネは以下の通り。
- アフラゴーラ
- アルツァーノ
- カルディート
- カザルヌオーヴォ・ディ・ナーポリ
- カザヴァトーレ
- フラッタマッジョーレ
- ナポリ
- ヴォッラ

## 歴史
- 1943年10月1日 - 半月以上にわたるナポリの攻防戦に敗れたドイツ軍が撤退。同日までに連合国軍がカゾーリアに進駐した[5]。

## リンク
- テクナム - 本社がカゾーリア